# Rue David-Girin
La rue David-Girin est une rue piétonne du quartier de Bellecour située sur la presqu'île dans le 2e arrondissement de Lyon, en France.

## Situation et accès
La rue commence rue Childebert et se termine rue Confort. C'est une zone piétonne avec stationnement interdit pour les véhicules. Un stationnement est disponible pour les deux-roues au niveau de la rue Childebert.

## Origine du nom
La rue tire son nom de David-Eugène Girin (1848-1917) peintre né et mort à Lyon. 

## Histoire
La rue est ouverte au XVe siècle par Nicolas Chanu après avoir acheté des terrains à Jacques Dodieuet Pierre Paradis. Félix Desvernay dit qu'elle porte au départ le nom de rue Dodieu puis rue Chanu et enfin rue Paradis.
L'abbé Adolphe Vachet note dans son ouvrage intitulé À travers les rues de Lyon qu'elle a aussi porté le nom de rue Étienne. Le plan scénographique de Lyon réalisé vers 1550 donne déjà le nom de Paradis à la rue. 
Il existait une rue du Paradis dans le quartier Saint-Justqui est renommé rue Saint-Alexandre en 1855 par le sénateur Claude-Marius Vaïsse.
Le nom de David-Girin est adopté le 21 juin 1920 par vote du conseil municipal de Lyon sous la présidence d'Édouard Herriot, car le peintre avait son atelier au N°2 de la rue.